# 池和歌子
池和歌子（いけ わかこ、1976年10月17日 - ）は、関西を中心に活動するMCタレント。愛称はイケワカ。オフィスキイワードに所属していた。
京都府出身。ノートルダム女子大学文学部（現・人間文化学部）英語英文学科卒業。
大学卒業後に証券会社に就職したが、おしゃべりの仕事がしたくて3ヶ月で退職。その後、現所属事務所が主宰するアナウンススクールに入学後、2001年にKBS京都「エキサイティング!J」のサンガレポーターでデビュー。
「池和歌子のあなたにひざまくら」でメインパーソナリティーを担当。
2011年10月2日（日）KBS京都ラジオ「伊舞なおみのみんながメダリスト」内の「京都サンガF.C.ホームリポート」で、西京極から京都サンガF.C.の試合をリポート、
2013年9月22日（日）「鋭ちゃん順子のさざなBeゲーション」で、竜王町総合運動公園（ドラゴンハット）から
「2013しが動物フェスティバル」をリポートなど、KBS京都ラジオでリポーターを不定期でしている。

## 現在出演中の番組
- ぽじポジたまご（2014年3月5日）「ぽじたまショッピング」ひげ鯨贅沢5種盛合せ（アリス通販）を紹介
- NIGHT CRUISING（テレビ大阪、ナレーション）
- 旬感!きょうと府（KBS京都テレビ、レポーター）
- 真夜中市場〜ハイヒールの眠れない夜〜（関西テレビ、商品紹介）
- 善彌トーキングハイウェイ（KBS京都ラジオ、アシスタント　土曜21:30～22:00、- 2009年10月10日）
- らくさい★まんさい（RCV京都、キャスター、2008年11月〜）
- あぐり京都（KBS京都テレビ、アシスタント）
- 勇さんのほっこリズム（KBS京都ラジオ）
- おやかまっさん（KBS京都テレビ）
- コベキャン！右肩アガリクイズ（びわ湖放送）
- Radiomax（エフエム滋賀、毎月第1週のアシスタント、2018年4月〜）

## 過去出演していた番組
- 池和歌子のあなたにひざまくら（KBS京都ラジオ、メインパーソナリティ　土曜21:30～22:00、2009年10月17日 - 10月31日） -後番組は「花岡優平 音楽（おと）の水平線」
- エキサイティング!J（KBS京都、2001年〜2003年、サンガレポーター）
- らぶかん（KBS京都・サンテレビ、リポーター）
- びびっとモーニング（びわ湖放送）
- 南かおりのHello Musicらんど（KBS京都ラジオ、2004年4月〜2008年3月、ラジオカーレポーター）
- MBSタイガースナイター（MBSラジオ　スタジオ担当アシスタント）

など 